# Alessandro Ferdinando di Thurn und Taxis
Alessandro Ferdinando di Thurn und Taxis (Francoforte sul Meno, 21 marzo 1704 – Ratisbona, 17 marzo 1773) fu principe di Thurn und Taxis, nonché Maestro Generale delle Poste e Commissario Principale del Sacro Romano Impero.

## Biografia

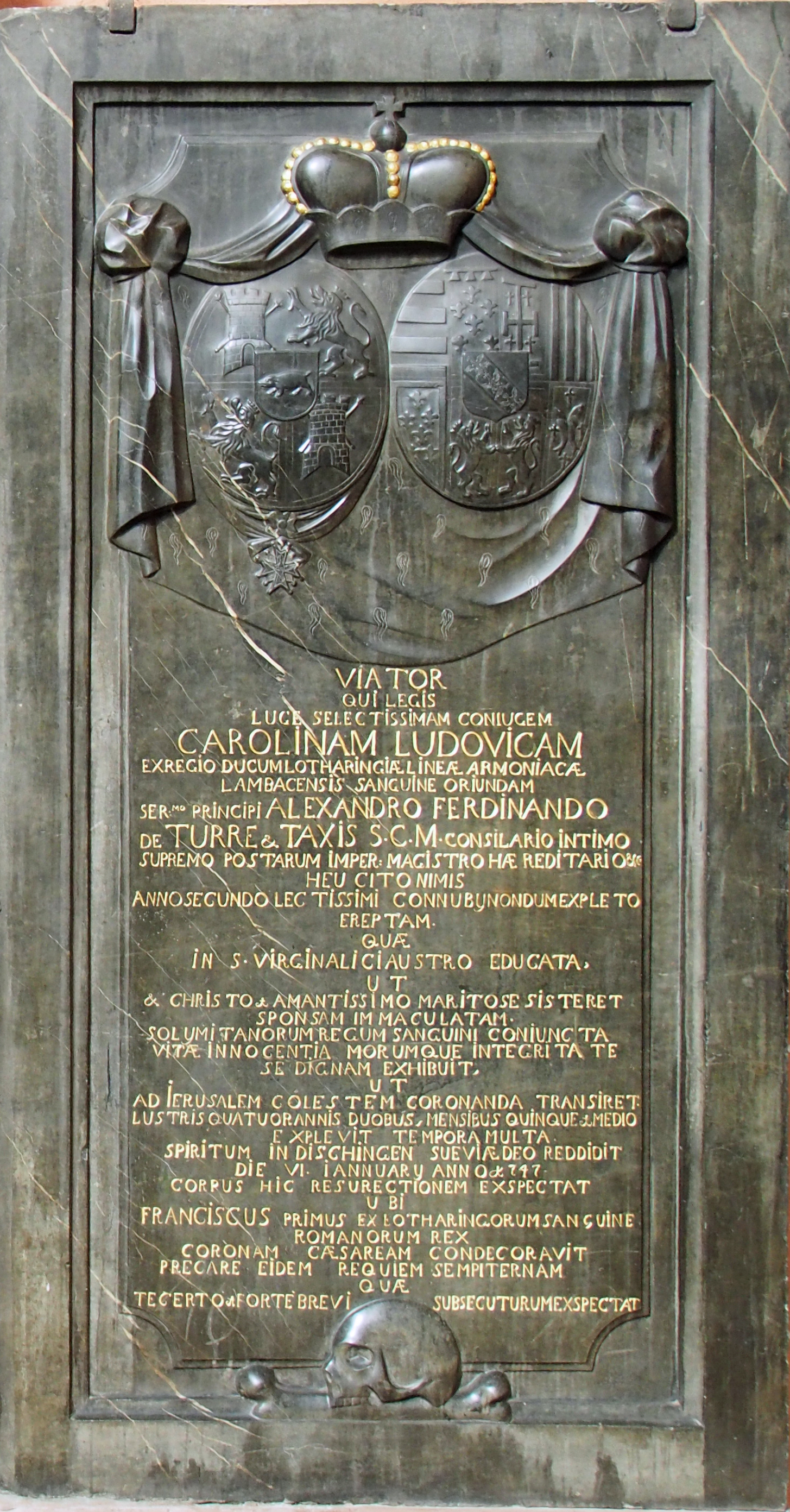
Epitaffio del principe Alessandro Ferdinando di Thurn und Taxis nel Duomo di Francoforte sul Meno.

Figlio del principe Anselmo Francesco di Thurn und Taxis e di sua moglie Maria Ludovica Anna Franziska, principessa di Lobkowicz, Alessandro Ferdinando nacque a Francoforte sul Meno nel 1704.
Dopo la morte dell'imperatore Carlo VI del Sacro Romano Impero, Anselmo Francesco scelse di appoggiare nella guerra di successione austriaca il bavarese Carlo VII contro la figlia dell'ultimo sovrano, Maria Teresa, sostenendolo anche economicamente. Dopo l'elezione imperiale, fu tra i primi ad incontrare il nuovo sovrano assieme a due amministratori postali, sei ufficiali e due corrieri, scortandolo nel suo viaggio da Mannheim a Francoforte sul Meno dove si sarebbe tenuta poi l'incoronazione.
Dal 1º febbraio 1743-1745, Alessandro Ferdinando ebbe l'incarico di commissario principale di Carlo VII di Baviera alla Dieta imperiale di Francoforte sul Meno. Quando la dieta si trasferì a Ratisbona sotto Francesco I di Lorena, Alessandro Ferdinando fu reintegrato come Commissario principale nel 1748. È per questo motivo che Alessandro Ferdinando spostò la residenza principale della Casa regnante di Thurn und Taxis da Francoforte a Ratisbona. Poté evitare l'arresto o la penalizzazione per essersi posto al servizio di Carlo VII solamente per le sue ricchezze personali, per il servizio reso dalla sua famiglia all'impero e per la mediazione del principe elettore di Magonza. Uno dei segni più tangibili di questa reintegrazione in società avvenne il 30 maggio 1754 quando Alessandro Ferdinando venne ammesso nel collegio dei principi dell'Impero per via del feudo di Eglingen di cui la sua famiglia era entrata in possesso nel 1723, per quanto secondo i canoni del vecchio sistema feudale egli apparisse un homo novus, fatto che causò non poche proteste in quanto l'ammissione a quel collegio avrebbe comportato il diritto di voto alla dieta imperiale.
Il 30 maggio 1754 Alessandro Ferdinando fondò il collegio dei nobili della città di Ratisbona.
Dopo la sua morte, avvenuta nel 1773, il suo primogenito Carlo Anselmo gli succedette come maestro di posta imperiale e nei titoli e possedimenti di famiglia.

## Matrimonio
Sposò, l'11 aprile 1731, a Francoforte sul Meno, la Margravia Sofia Cristiana Luisa di Brandeburgo-Bayreuth, figlia maggiore di Giorgio Federico Carlo, margravio di Brandeburgo-Bayreuth e di sua moglie Dorotea di Schleswig-Holstein-Sonderburg-Beck.
Alessandro Ferdinando e Sofia Cristina ebbero cinque figli:
- principessa Sofia Cristina di Thurn und Taxis (8 dicembre 1731 - 23 dicembre 1731);
- Carlo Anselmo, 4º Principe di Thurn und Taxis (2 giugno 1733 - 13 novembre 1805), sposò, in prime nozze, il 3 settembre 1753 Augusta duchessa di Württemberg (30 ottobre 1734 - 4 giugno 1787); sposò, in seconde nozze, Elisabetta Hildebrand Frau von Train nel 1787;
- principessa Luisa Augusta Carlotta di Thurn und Taxis (27 ottobre 1734 - gennaio 1735);
- principe Federico Augusto di Thurn und Taxis (5 dicembre 1736 - 12 settembre 1755);
- principe Luigi Francesco Carlo Lamoral Giuseppe di Thurn und Taxis (13 ottobre 1737 - 7 agosto 1738).

Alessandro Ferdinando sposò, in seconde nozze, Luisa di Lorena, terza figlia di Luigi di Lorena, principe di Lambesc e sua moglie Jeanne Henriette de Durfort, il 22 marzo 1745 a Parigi.
Alessandro Ferdinando sposò, in terze nozze, la principessa Maria Giuseppina Enrichetta di Fürstenberg-Stühlingen, figlia di Joseph Ernest William, principe di Fürstenberg-Fürstenberg e di sua moglie, la contessa Anna Maria Theresia Eleanore di Waldstein, il 21 settembre 1750 a Ratisbona. Alessandro Ferdinando e Maria Giuseppina Enrichetta ebbero sette figli:
- principessa Maria Teresa di Thurn und Taxis (16 gennaio 1755 - 20 dicembre 1810), sposò, il 20 agosto 1780, Ferdinando, conte di Ahlefeldt-Langeland;
- principessa Giuseppina di Thurn und Taxis (1º agosto 1759);
- principe Enrico Alessandro di Thurn und Taxis (14 settembre 1762);
- principe Francesco Giuseppe di Thurn und Taxis (2 ottobre 1764 - 20 febbraio 1765);
- principessa Maria Anna Giuseppina di Thurn und Taxis (28 settembre 1766 - 10 agosto 1805);
- principessa Marie Elisabetta di Thurn und Taxis (30 novembre 1767 - 21 luglio 1822); sposò, in prime nozze, il 4 novembre 1790, Carlo Aloisio di Fürstenberg (26 giugno 1760 - 25 marzo 1799); in seconde nozze, sposò Joseph von Laßberg (deceduto il 15 marzo 1855):
- principe Massimiliano Giuseppe di Thurn und Taxis (9 maggio 1769 - 15 maggio, 1831); sposò, il 6 giugno 1791, la principessa Eleonora di Lobkowicz (22 aprile 1770 - 9 novembre 1834); da questo matrimonio discende il ramo ceco del Casato di Thurn und Taxis e capostipite dei principi italiani della Torre e Tasso, duchi di Duino

## Ascendenza
|                                             |                               |                                           | Genitori                                   |  |  | Nonni |  |  | Bisnonni                                     |  |  | Trisnonni             |  |
|                                             |                               |                                           |                                            |  |  |       |  |  | Lamoral Claudio Francesco di Thurn und Taxis |  |  | Leonardo II de Tassis |  |
|                                             |                               |                                           |                                            |  |  |       |  |  | Lamoral Claudio Francesco di Thurn und Taxis |  |  | Leonardo II de Tassis |  |
|                                             |                               | Alessandra de Rye                         |                                            |  |  |       |  |  | Lamoral Claudio Francesco di Thurn und Taxis |  |  |                       |  |
| Eugenio Alessandro di Thurn und Taxis       |                               |                                           |                                            |  |  |       |  |  | Lamoral Claudio Francesco di Thurn und Taxis |  |  |                       |  |
|                                             |                               | Anna Franziska Eugenie van Hornes         | Philippe Lamoraal van Horne                |  |  |       |  |  |                                              |  |  |                       |  |
|                                             |                               | Anna Franziska Eugenie van Hornes         | Philippe Lamoraal van Horne                |  |  |       |  |  |                                              |  |  |                       |  |
|                                             |                               | Anna Franziska Eugenie van Hornes         | Dorothée Jeanne de Ligne-Arenberg          |  |  |       |  |  |                                              |  |  |                       |  |
| Anselmo Francesco di Thurn und Taxis        |                               | Anna Franziska Eugenie van Hornes         |                                            |  |  |       |  |  |                                              |  |  |                       |  |
|                                             |                               | Ermanno Egon di Fürstenberg-Heiligenberg  | Egon VIII di Fürstenberg-Heiligenberg      |  |  |       |  |  |                                              |  |  |                       |  |
|                                             |                               | Ermanno Egon di Fürstenberg-Heiligenberg  | Egon VIII di Fürstenberg-Heiligenberg      |  |  |       |  |  |                                              |  |  |                       |  |
|                                             |                               | Ermanno Egon di Fürstenberg-Heiligenberg  | Anna Maria di Hohenzollern-Hechingen       |  |  |       |  |  |                                              |  |  |                       |  |
| Anna Adelaide di Fürstenberg-Heiligenberg   |                               | Ermanno Egon di Fürstenberg-Heiligenberg  |                                            |  |  |       |  |  |                                              |  |  |                       |  |
|                                             |                               | Maria Francesca di Fürstenberg-Stühlingen | Federico Rodolfo di Fürstenberg-Stühlingen |  |  |       |  |  |                                              |  |  |                       |  |
|                                             |                               | Maria Francesca di Fürstenberg-Stühlingen | Federico Rodolfo di Fürstenberg-Stühlingen |  |  |       |  |  |                                              |  |  |                       |  |
|                                             |                               | Maria Francesca di Fürstenberg-Stühlingen | Anna Magdalene von Hanau-Lichtenberg       |  |  |       |  |  |                                              |  |  |                       |  |
| Alessandro Ferdinando di Thurn und Taxis    |                               | Maria Francesca di Fürstenberg-Stühlingen |                                            |  |  |       |  |  |                                              |  |  |                       |  |
|                                             | Wenzel Eusebius von Lobkowicz | Zdenek Adalbert von Lobkowicz             |                                            |  |  |       |  |  |                                              |  |  |                       |  |
|                                             | Wenzel Eusebius von Lobkowicz | Zdenek Adalbert von Lobkowicz             |                                            |  |  |       |  |  |                                              |  |  |                       |  |
|                                             | Wenzel Eusebius von Lobkowicz | Polyxena Pernštejn                        |                                            |  |  |       |  |  |                                              |  |  |                       |  |
| Ferdinand August von Lobkowicz              | Wenzel Eusebius von Lobkowicz |                                           |                                            |  |  |       |  |  |                                              |  |  |                       |  |
|                                             |                               | Sofia Augusta del Palatinato-Sulzbach     | Augusto del Palatinato-Sulzbach            |  |  |       |  |  |                                              |  |  |                       |  |
|                                             |                               | Sofia Augusta del Palatinato-Sulzbach     | Augusto del Palatinato-Sulzbach            |  |  |       |  |  |                                              |  |  |                       |  |
|                                             |                               | Sofia Augusta del Palatinato-Sulzbach     | Edvige di Holstein-Gottorp                 |  |  |       |  |  |                                              |  |  |                       |  |
| Maria Ludovika Anna Franziska von Lobkowicz |                               | Sofia Augusta del Palatinato-Sulzbach     |                                            |  |  |       |  |  |                                              |  |  |                       |  |
|                                             |                               | Guglielmo di Baden-Baden                  | Edoardo Fortunato di Baden-Baden           |  |  |       |  |  |                                              |  |  |                       |  |
|                                             |                               | Guglielmo di Baden-Baden                  | Edoardo Fortunato di Baden-Baden           |  |  |       |  |  |                                              |  |  |                       |  |
|                                             |                               | Guglielmo di Baden-Baden                  | Maria von Eicken                           |  |  |       |  |  |                                              |  |  |                       |  |
| Maria Anna Guglielmina di Baden-Baden       |                               | Guglielmo di Baden-Baden                  |                                            |  |  |       |  |  |                                              |  |  |                       |  |
|                                             |                               | Maria Maddalena di Oettingen-Baldern      | Ernesto di Oettingen-Baldern               |  |  |       |  |  |                                              |  |  |                       |  |
|                                             |                               | Maria Maddalena di Oettingen-Baldern      | Ernesto di Oettingen-Baldern               |  |  |       |  |  |                                              |  |  |                       |  |
|                                             |                               | Maria Maddalena di Oettingen-Baldern      | Katharina von Helfenstein                  |  |  |       |  |  |                                              |  |  |                       |  |
|                                             |                               | Maria Maddalena di Oettingen-Baldern      |                                            |  |  |       |  |  |                                              |  |  |                       |  |